# Famille de Gouvello
La famille Le Gouvello (ou de Gouvello) est une famille subsistante de la noblesse française, d'ancienne extraction, originaire de Bretagne.

## Historique
La famille Le Gouvello remonte sa filiation suivie jusqu'en 1443. Certaines branches se nomment à l'état-civil « Le Gouvello » (le mot breton Govelou signifie « forges » en français) et d'autres « de Gouvello ».
Les différentes branches de cette famille ont pour auteur commun : 
- Pierre Le Gouvello, sieur de Keranguès, né en 1475, armateur à Auray et à Hennebont (Morbihan), mort en 1543. Il épouse : 
  - 1° Françoise ou Jeanne Le Colombel, mère de François Le Gouvello, sieur de Keriaval et de Kerlevenan, marié à Marie Le Levé, d'où la branche de Keriaval ;
  - 2° Marie Lezec, dame de Kerganquis, mère d'Henri Le Gouvello, sieur de La Porte, armateur, mort en 1606, époux d'Anne Cadio, d'où la branche de la Porte.

## Filiation

### Branche de Keriaval
- Renaud Le Gouvello, seigneur de Keriaval, en Carnac, et de Kerlévenant, en Sarzeau, né en 1610 à Hennebont, fils de Pierre et de Jeanne de Roscoët, est bailli de Quimperlé, puis conseiller à la Chambre des comptes de Bretagne en 1640, maintenu noble d'ancienne extraction en Bretagne, en janvier 1640.
- Amédée-Charles-Donatien de Gouvello de Keriaval (1821 - 1907), diplomate, député légitimiste du Morbihan de 1871 à 1876.

### Branche de la Porte
- Hippolyte Le Gouvello de La Porte (1847 - ), maire de Sévérac, historien breton.
- René Le Gouvello de La Porte, maire de Sévérac, conseiller général de la Loire-Inférieure.
- Michel-Marie-Joseph-Hippolyte Le Gouvello de La Porte (1901 - 1965), général de brigade.

### Branche du Timat
- Éon Le Gouvello du Timat (1864 - 1925), général de division.
- Raphaëla Le Gouvello du Timat (1960), véliplanchiste et directrice de société.

### Branche de Keriolet
- Pierre Le Gouvello de Keriolet (1602 - 1660), pénitent breton.

### Autres membres
- Louis-Paul de Gouvello (1754 - 1830), maréchal de camp.
- Marie-Joseph-Armand de Gouvello est député en Cour par l'Ordre de la noblesse aux États de Bretagne de 1788.
- Charles de Gouvello (1809 - 1889), conseiller général du Morbihan.
- Arthur de Gouvello (1860 - 1945), général de brigade.
- Bernard de Gouvello (1894 - 1965), général de brigade.
- Jacques de Gouvello (1927), colonel d'infanterie.
- Annick de Gouvello (1930), artiste peintre.
- Erwan de Gouvello (1953), lieutenant-colonel des Troupes de Marine, diplomate (Consul général de France au Nigéria 2005-2008).
- Emmanuel de Gouvello (1956), musicien de jazz, fondateur du groupe Mezcal Jazz Unit.
- Christophe de Gouvello (1962), fonctionnaire Banque Mondiale, spécialiste énergie, développement et changement climatique.
- Gwenhaël de Gouvello (1964), acteur, professeur de théâtre et metteur en scène.
- Bernard de Gouvello (1965), directeur de recherche au CEREMA, auteur de l'ouvrage de référence La gestion durable de l'eau. Gérer durablement l'eau dans le bâtiment et sa parcelle[2].
- Abbé Ronan de Gouvello (1972), ancien recteur du sanctuaire Notre-Dame de Rocamadour, ancien curé de Cahors.

## Personnalités
- Pierre Le Gouvello de Keriolet (1602 - 1660), pénitent breton
- Amédée-Charles-Donatien de Gouvello de Keriaval (1821 - 1907), diplomate, député légitimiste du Morbihan de 1871 à 1876
- Raphaëla Le Gouvello du Timat (1960), véliplanchiste et directrice de société
- Gwenhaël de Gouvello (1964), acteur, professeur de théâtre et metteur en scène.

## Demeures et châteaux
- Hôtel de Limur à Vannes.
- Manoir de Kerampoul
- Manoir de Kerbot
- Manoir de Kerhars
- Manoir de Kerherneigan
- Manoir de Lestrédiagat
- Château de Kerlevénan
- Château de Trémohar
- Château de Kerlois
- Château du Plessis-Fortia

## Armes et devise
- D'argent au fer de mule de gueules, posé en abime, accompagné de trois molettes de même, deux en chef et une en pointe.
- Devise : Fortitudini